# 8790 Michaelamato
8790 Michaelamato è un asteroide della fascia principale. Scoperto nel 1978, presenta un'orbita caratterizzata da un semiasse maggiore pari a 2,6581877 au e da un'eccentricità di 0,0880413, inclinata di 3,61447° rispetto all'eclittica.